# Polifonija
Polifonija je večglasje, se pravi glasba, ki sestoji iz več hkrati potekajočih melodij, ne le ene, kot je to pri enoglasju (monodiji). Izraz »polyphonía« je po izvoru grški: »polús« pomeni 'mnogoštevilen', »phoné« 'glas'. Vendar izraz v antični grški glasbeni teoriji ni zaznamoval večglasja; za večglasno glasbo se je začel uporabljati šele v srednjem veku, in sicer za skladbe, ki so v nasprotju z enoglasnim gregorijanskim koralom sestajele iz več glasov. 
Izraz ima širši in ožji pomen. V širšem pomenu označuje vsako glasbo, ki ni enoglasna, v ožjem pomenu pa glasbo (oz. glasbeni stavek), ki sestoji iz točno določenega števila hkrati potekajočih melodij. V širšem pomenu je velika večina zahodnoevropske umetne (komponirane) glasbe kot tudi velika večina sodobne glasbe sploh polifona; polifoni so npr. tudi Chopinovi valčki, saj ne sestojijo iz ene same melodije. V ožjem pomenu besede pa Chopinovi valčki niso polifoni, saj njihov glasbeni stavek največkrat ne sestoji iz točno določenega števila hkrati razvijajočih se glasov. Pač pa so v ožjem pomenu besede polifoni Palestrinovi moteti ali pa Bachove fuge, ki so dvoglasne, triglasne, štiriglasne itd., kar pomeni, da sestojijo iz dveh, treh, štirih itd. hkrati potekajočih melodij. Razmerja in odnosi med glasovi so v polifonih kompozicijah različni. Vse melodije so si lahko enakovredne (kot npr. v Bachovi fugi); nasprotje takšnega stavka je stavek, v katerem je ena melodija (npr. zgornja) izstopajoča, medtem ko predstavljajo vse ostale le v istem ritmu potekajočo spremljavo. Za tak tip polifonije se uporablja izraz homofonija. Čeprav je izraz polifonija nastal v zvezi z zahodnoevropsko komponirano glasbo, se je začel uporabljati tudi za večglasno glasbo evropskih ljudskih in neevropskih glasbenih kultur. Mnoge od teh poznajo oblike, ki so na meji med eno- in večglasjem, kot npr. petje v paralelnih intervalih (oktavah, kvintah, tercah, sekundah), ali pa petje ali igranje ob ostinatno ležečem tonu. 